# مالوكوريلسكوي
مالوكوريلسكوي هي قرية، في روسيا، واليابان، والاتحاد السوفيتي، تقع في Yuzhno-Kurilsky District ‏، بلغ عدد سكانها 1,873 نسمة وذلك حسب إحصائيات سنة 2010، رمزها البريدي هو 694520.